# Pontiac Grand Am
Pontiac Grand Am – samochód osobowy klasy wyższej, a następnie klasy średniej produkowany pod amerykańską marką Pontiac w latach 1972 – 2005.

## Pierwsza generacja

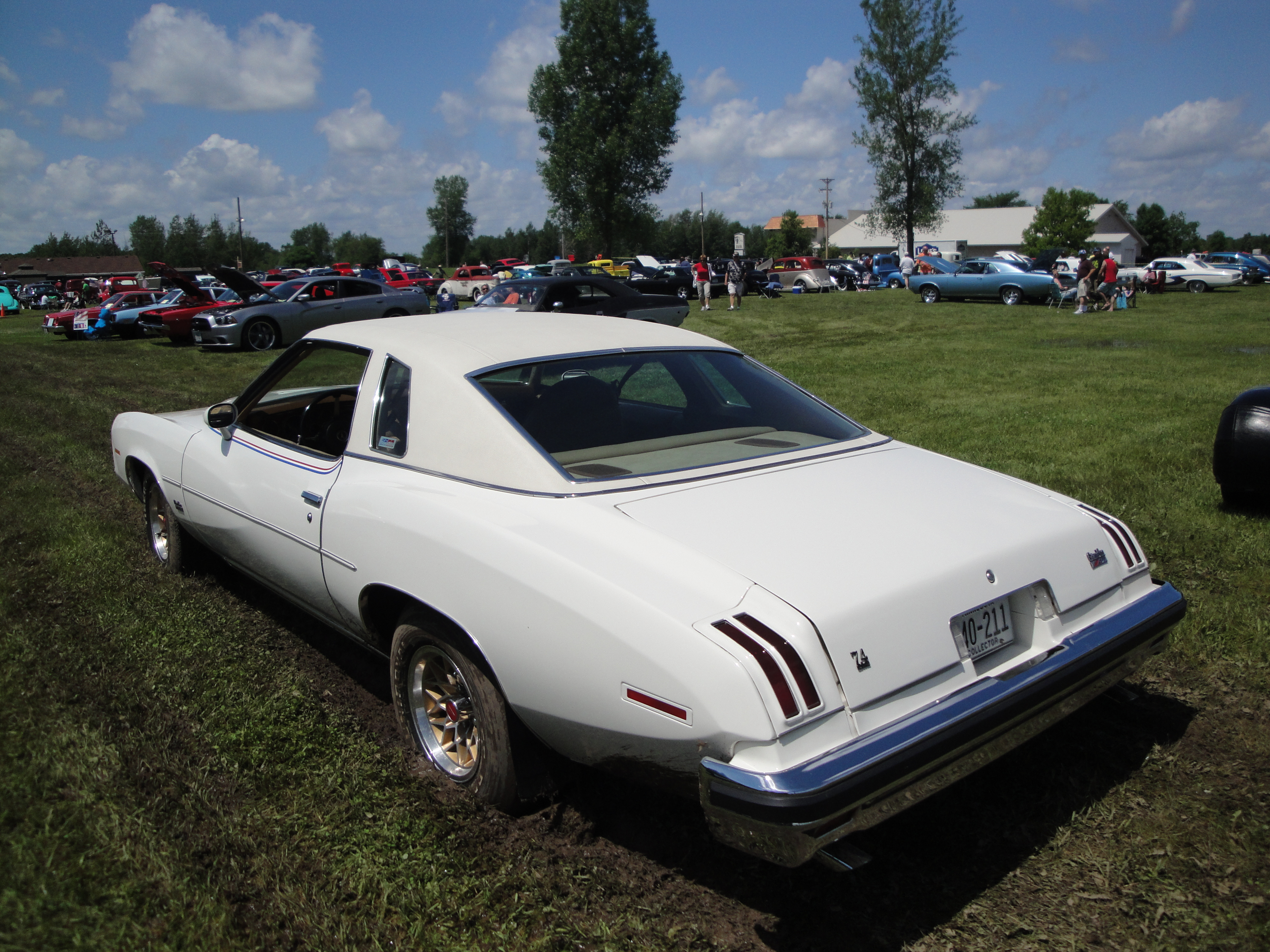
Pontiac Grand Am I - tył

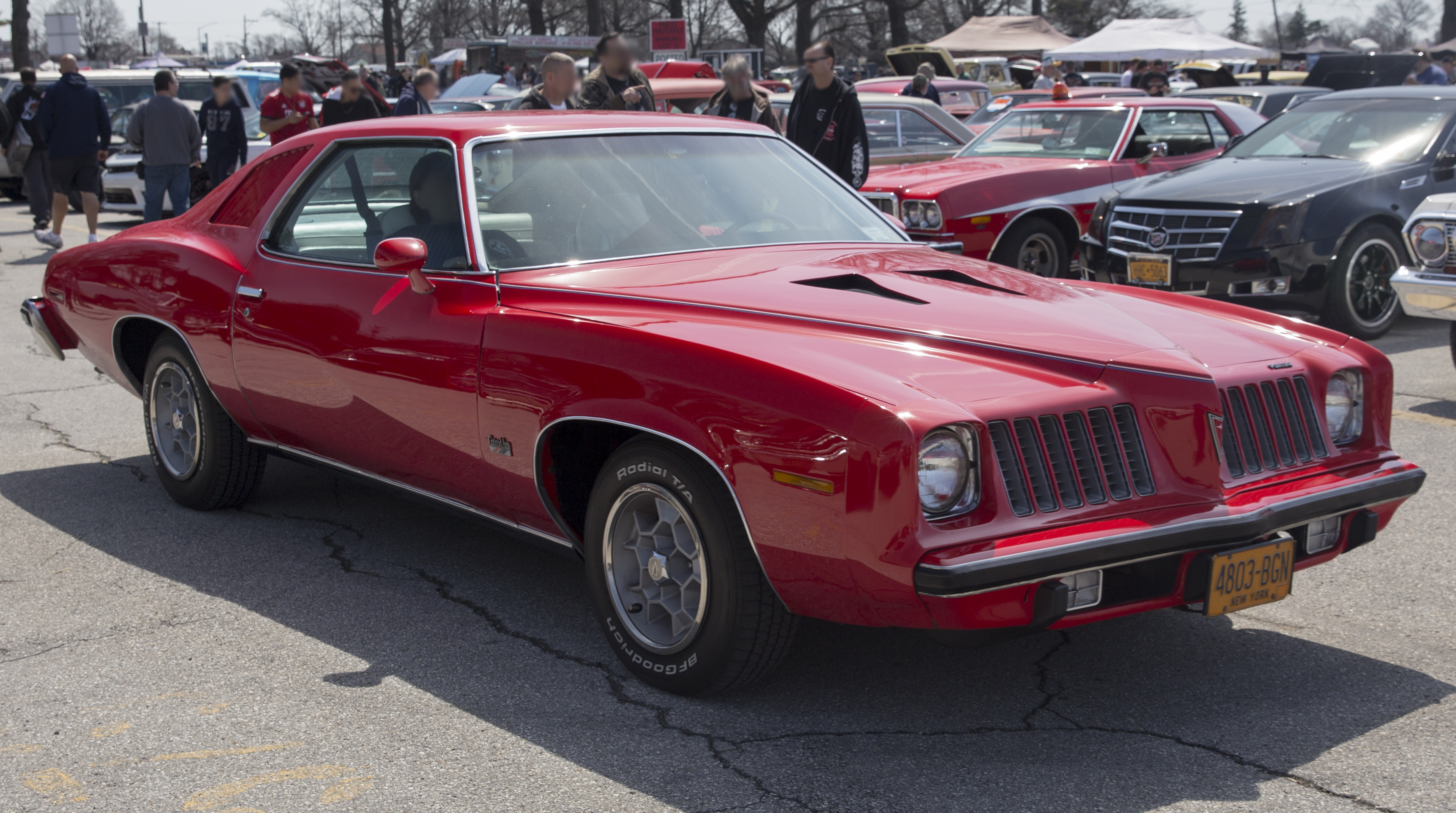
Pontiac Grand Am I po liftingu

Pontiac Grand Am I został zaprezentowany po raz pierwszy w 1972 roku.
Pierwsza generacja Pontiaca Grand Am trafiła na rynek w 1972 roku, poszerzając ofertę marki o luksusowe coupe plasujące się poniżej modelu Grand Prix. Samochód zyskał w porównaniu do niego mniej masywną sylwetkę, wyróżniającą się charakterystycznym szpicem dzielącym atrapę chłodnicy i optycznie poziomo położonymi tylnymi lampami.
W 1974 roku zaprezentowano model po modernizacji, która objęła głównie wygląd zderzaków i atrapę chodnicy. Zyskała ona nowe, chromowane wypełnienie. Ponadto paletę poszerzyły nowe jednostki napędowe.

### Silniki
- V8 6.6l
- V8 7.5l

## Druga generacja

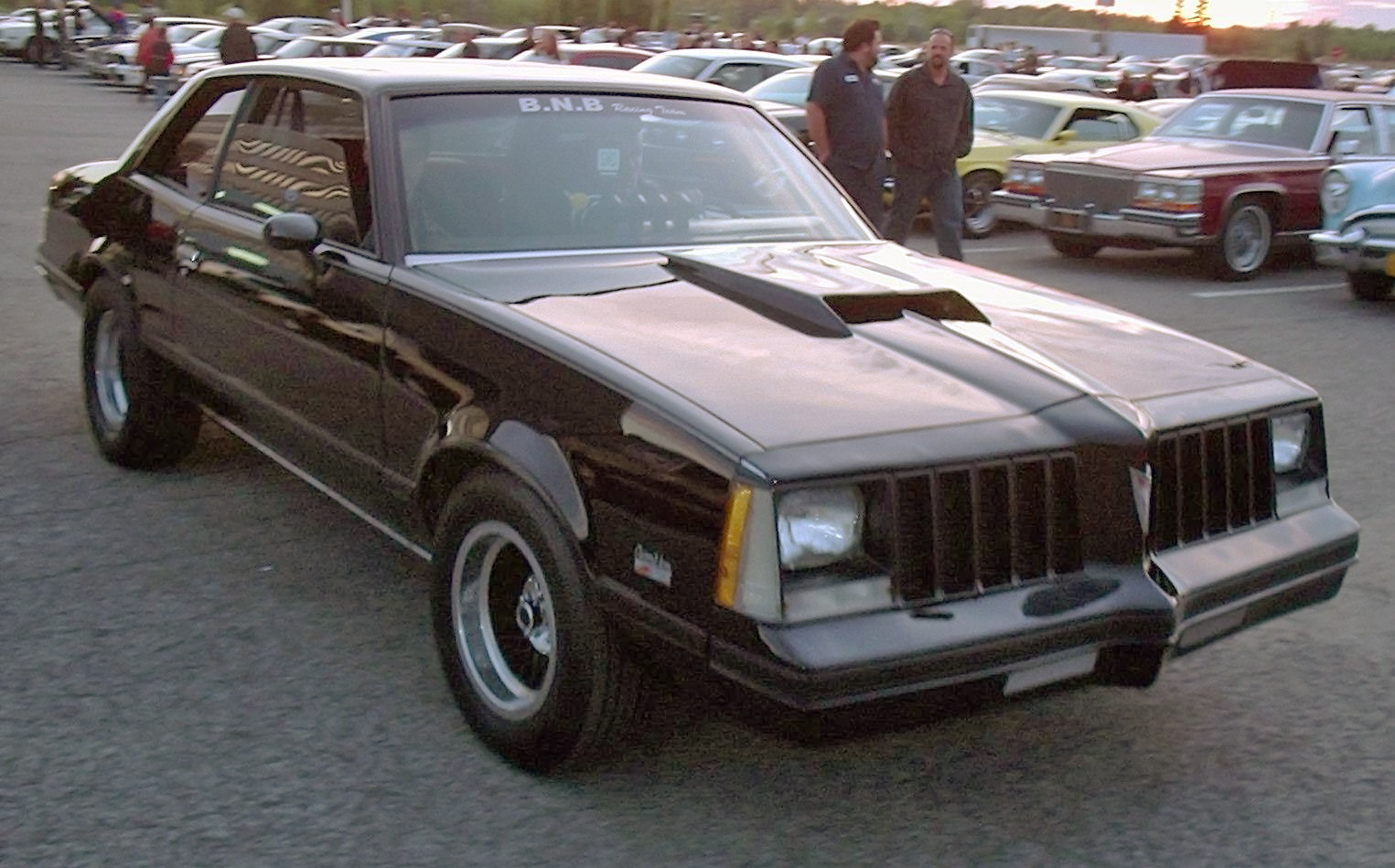
Pontiac Grand Am I

Pontiac Grand Am II został zaprezentowany po raz pierwszy w 1977 roku.
Druga generacja Pontiaca Grand Am zyskała bardziej zachowawcze proporcje, gdzie dominowało więcej kantów i prostych kształtów bliższych innym modelom Pontiaca z drugiej połowy lat 70. Samochód nie przeszedł większych restylizacji, ponieważ jego produkcja i obecność rynkowa trwała niespełna 3 lata.

### Silniki
- V6 3.8l
- V8 4.9l
- V8 5.0l

## Trzecia generacja

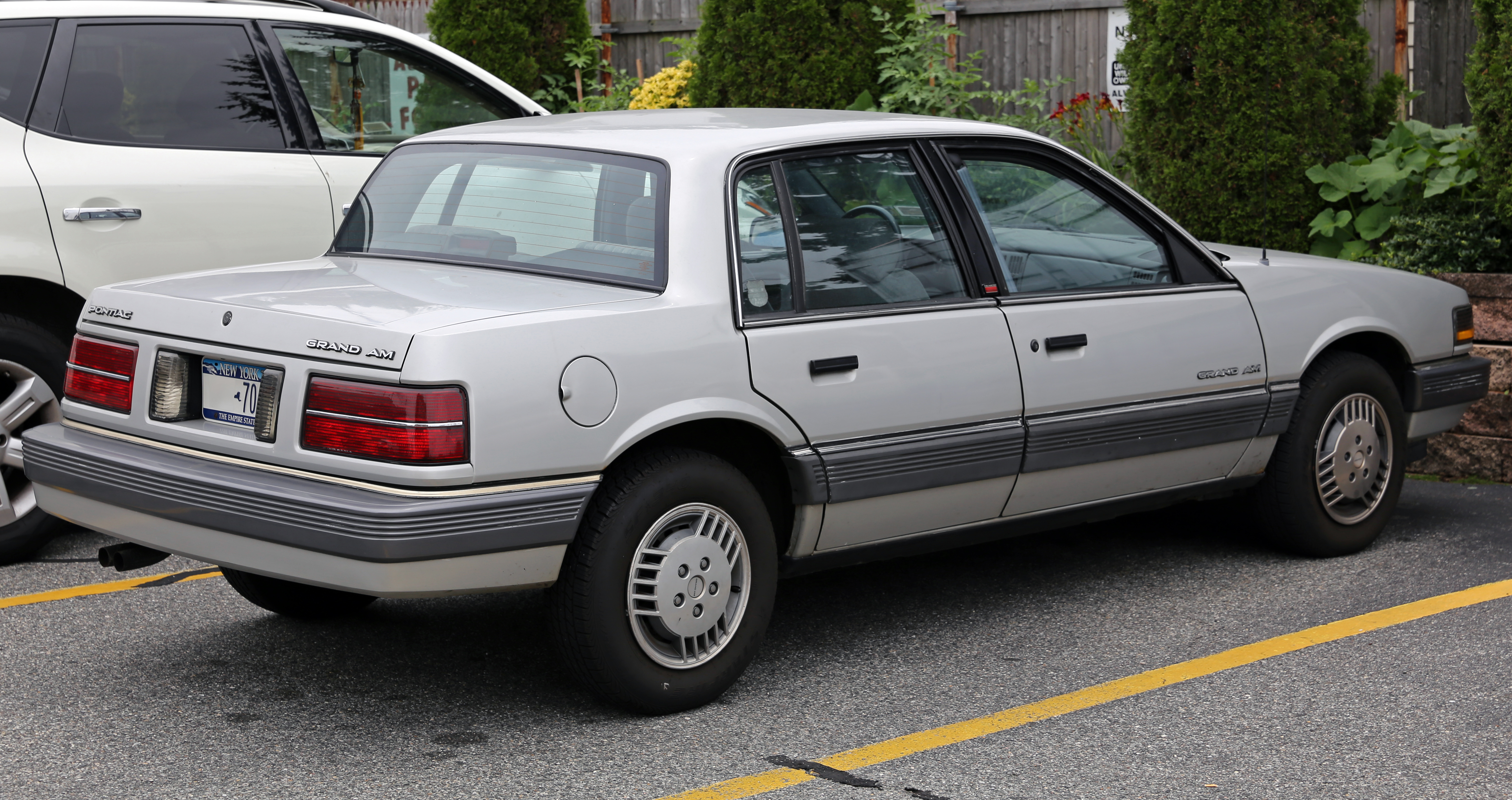
Pontiac Grand Am III - tył

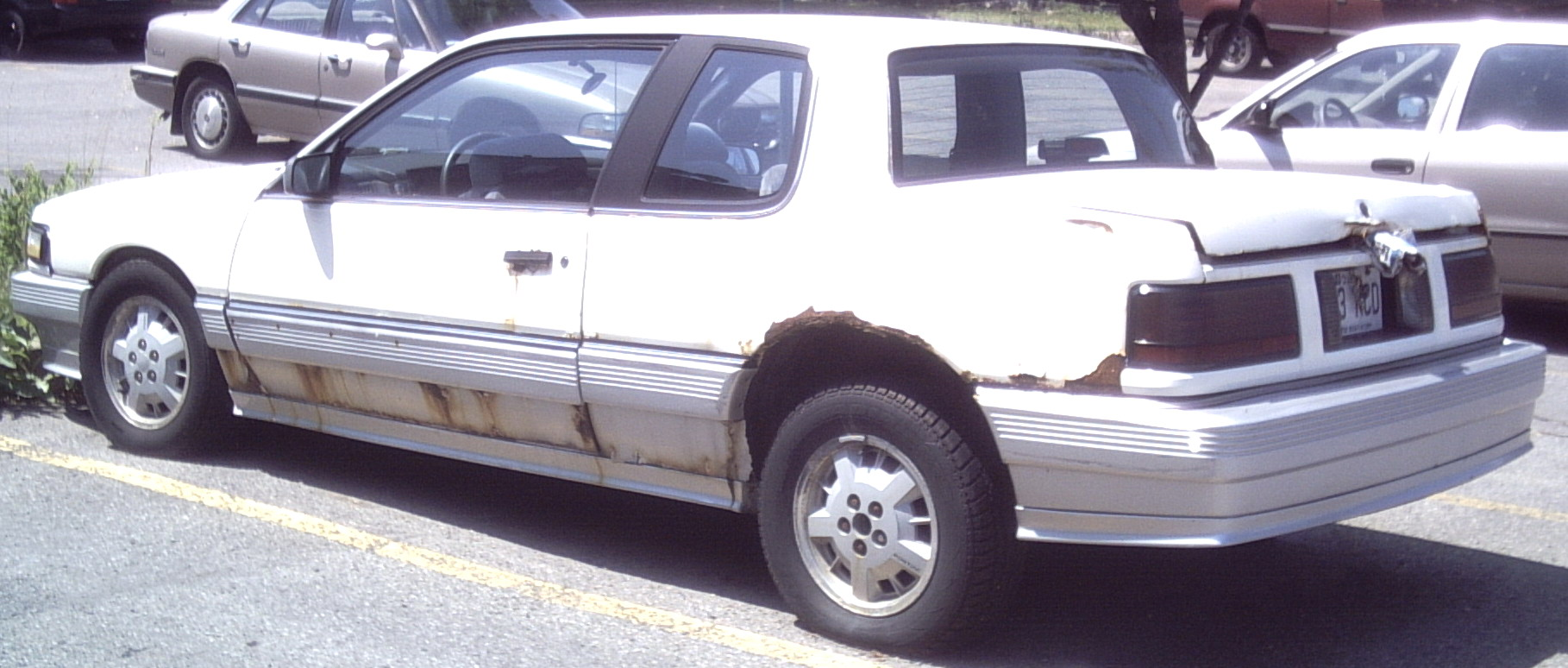
Pontiac Grand Am III Coupe

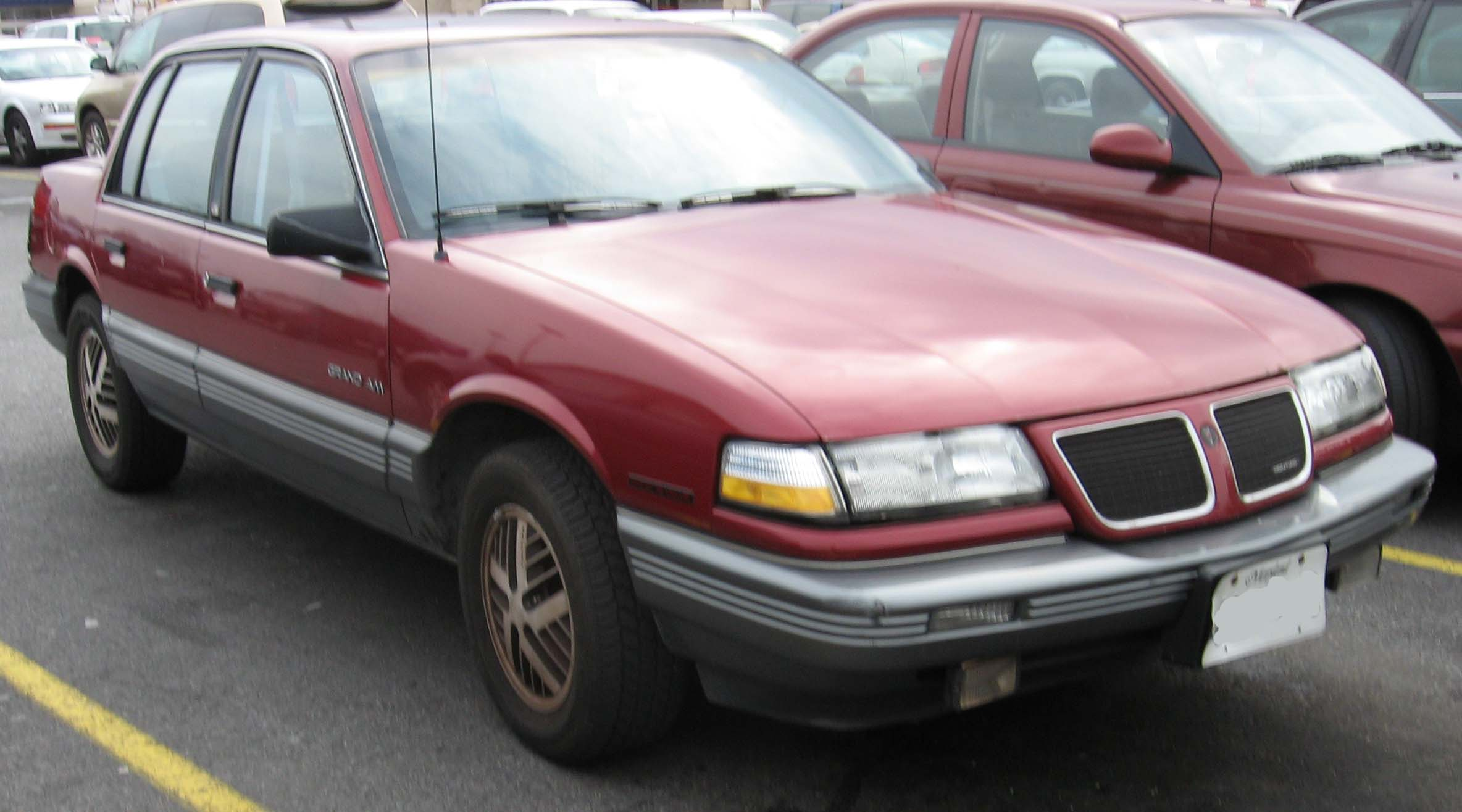
Pontiac Grand Am III po liftingu

Pontiac Grand Am III został zaprezentowany po raz pierwszy w 1984 roku.
Konstruując trzecią generacją na nowej modułowej platformie General Motors o nazwie N-body, Pontiac Grand Am przeszedł gruntowną metamorfozę i zupełnie zmienił rolę w ofercie marki. Odtąd przyjął on rolę średniej wielkości modelu plasującego się w ofercie poniżej modeli Bonneville i Grand Prix, a zarazem wyżej od kompaktowego Sunfire.
Tym razem podstawową odmianą nadwozia stał się po raz pierwszy 4-drzwiowy sedan. Samochód przyjął charakterystyczne proporcje z pochyłą, długą maską i tylną szybą położoną względem klapy bagażnika pod kątem prostym.
W 1989 roku Pontiac Grand Am III przeszedł gruntowną modernizację. Zmienił się wygląd pasa przedniego, gdzie pojawiła się większa atrapa chłodnicy i inne, większe reflektory.

### Silniki
- L4 2.0l LT3
- L4 2.3l LD2
- L4 2.3l LG0
- L4 2.5l Tech IV
- V6 3.0l LN7

## Czwarta generacja

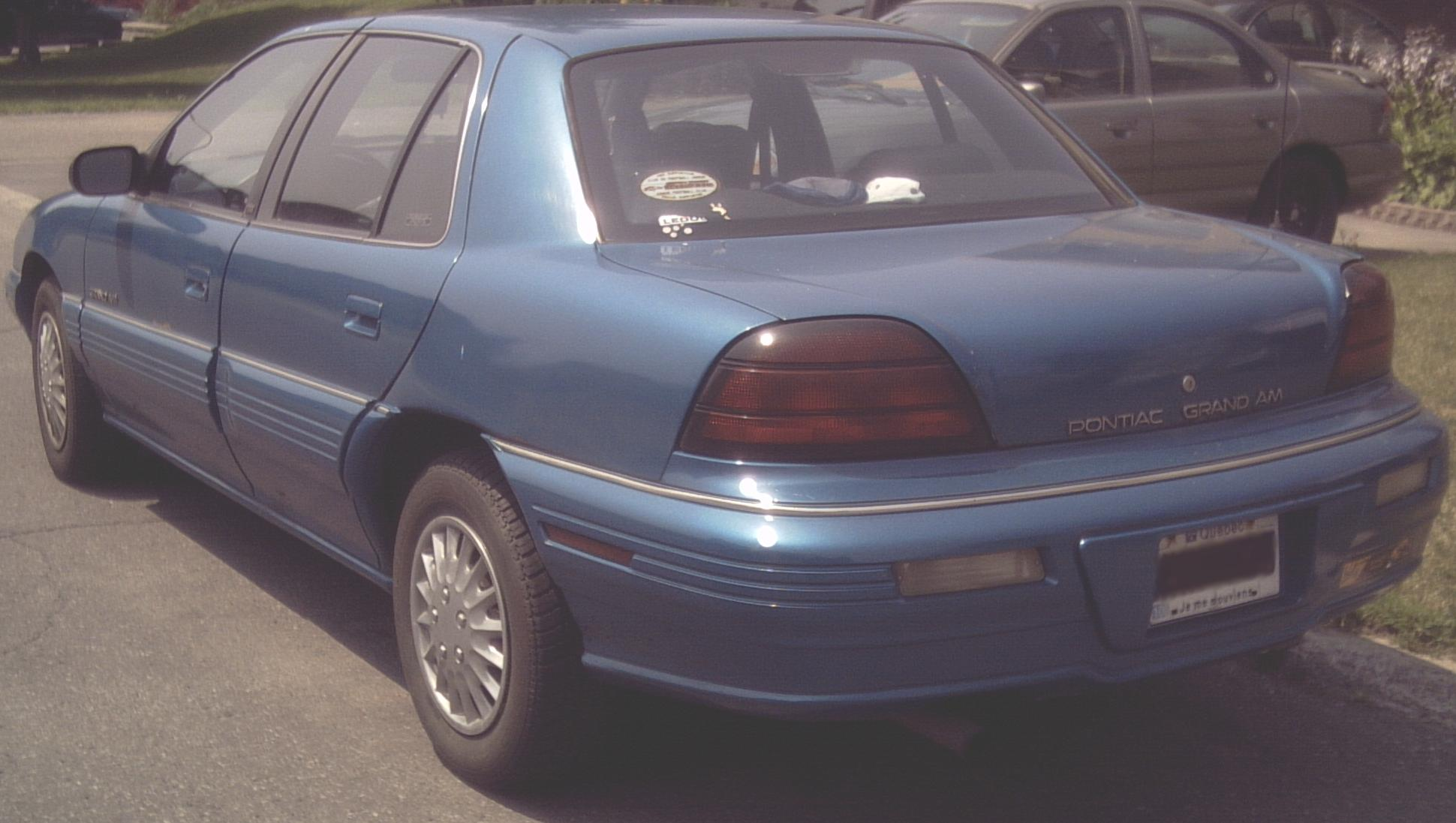
Pontiac Grand Am IV - tył

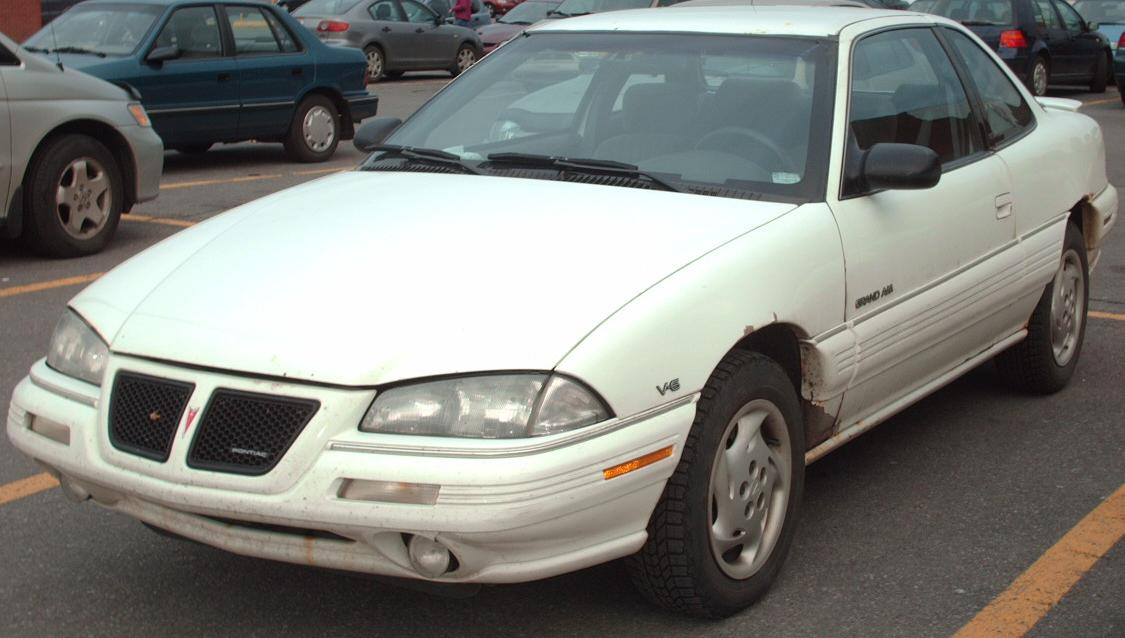
Pontiac Grand Am IV Coupe

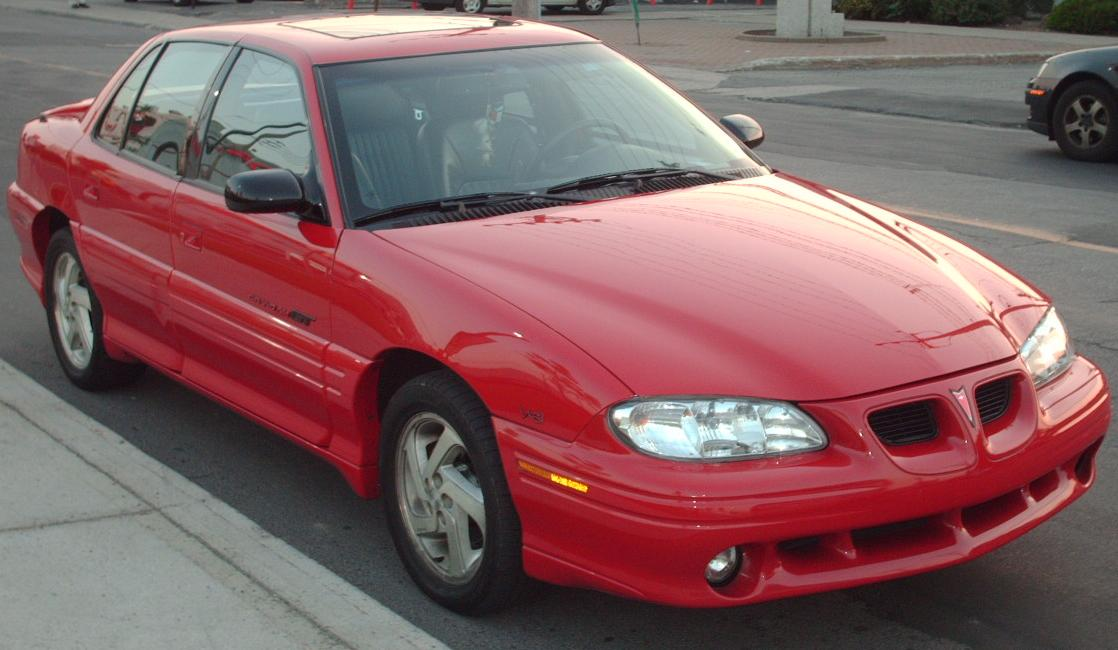
Pontiac Grand Am IV po liftingu

Pontiac Grand Am IV został zaprezentowany po raz pierwszy w 1991 roku.
Czwarta generacja Pontiaka Grand Am przeszła ewolucyjny kierunek zmian w stosunku do poprzednika. Sylwetka zyskała bardziej krągłe proporcje, przód zyskał szpiczasty, aerodynamiczny kształt, a charakterystyczna pionowa tylna szyba została tym razem umieszczona pod kątem.
Pojawiła się też duża, podwójna atrapa chłodnicy oraz większe, zaokrąglone tylne lampy. Zupełnie nowy model powstał na tej platformie, co u poprzednika - opracowane przez General Motors N-body.
W 1996 roku Grand Am IV przeszło dużą modernizację. Zmieniono wygląd pasa przedniego, gdzie pojawił się inny kształt reflektorów, które stały się bardziej zaokrąglone. Ponadto przestylizowano przedni zderzak i zmieniono wygląd atrapy chłodnicy.

### Silniki
- L4 2.3l L40
- L4 2.3l LD2
- L4 2.3l LG0
- L4 2.4l LD9
- V6 3.1l L82
- V6 3.3l LG7

## Piąta generacja

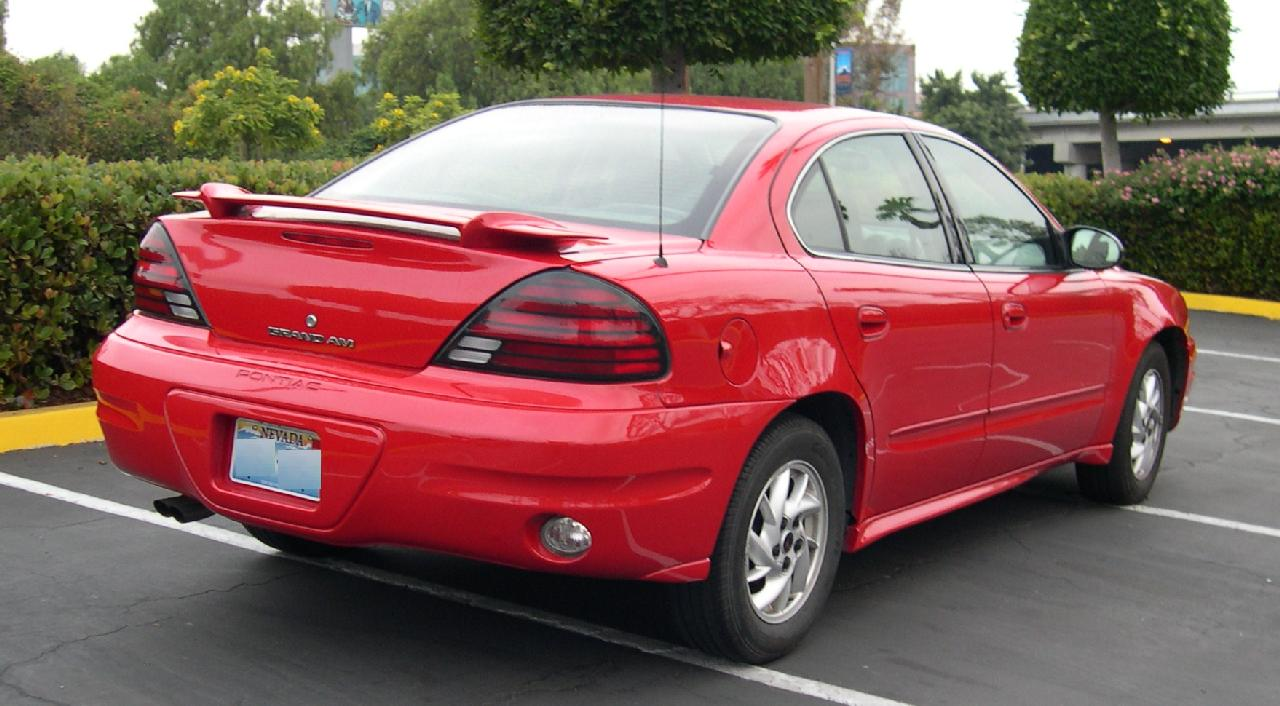
Pontiac Grand Am V - tył

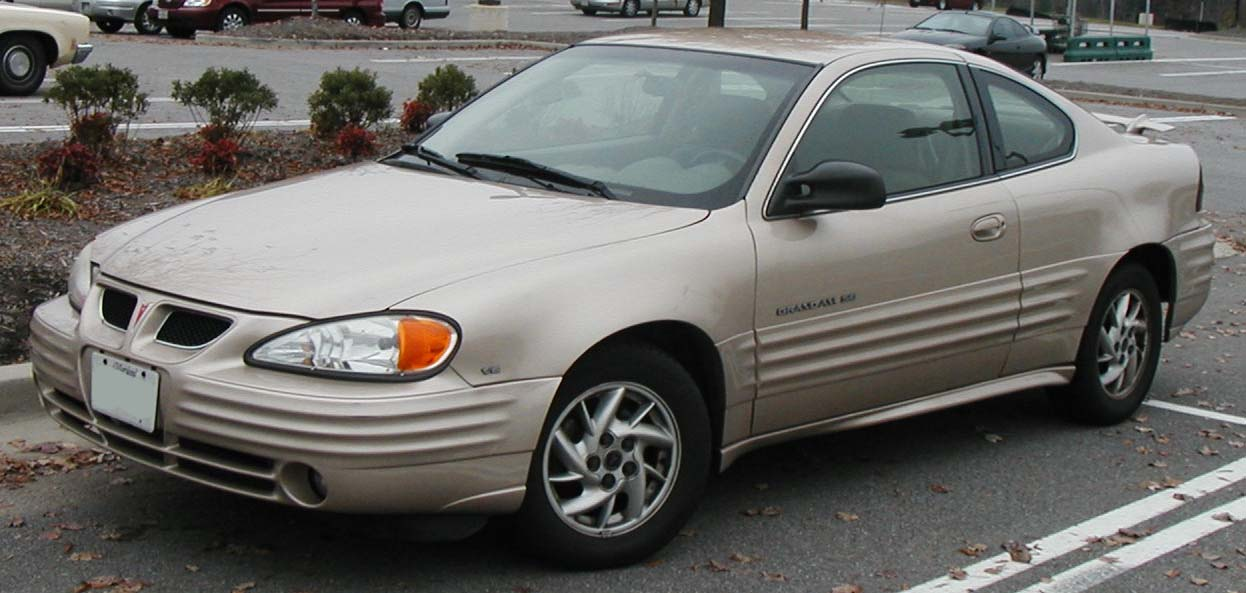
Pontiac Grand Am V Coupe

Pontiac Grand Am V został zaprezentowany po raz pierwszy w 1998 roku.
Piąta i ostatnia generacja Pontiaka Grand Am zadebiutowała wiosną 1998 roku, powstając tym razem jako bliźniacza konstrukcja względem Oldsmobile Alero zbudowana na kolejnej, zmodernizowanej wersji platformy General Motors o nazwie N-body.
Samochód przyjął zupełnie nowe, zaokrąglone proporcje z wysoko poprowadzoną linią klapy bagażnika i podłużnym przodem. Linię okien poprowadzono wyżej, a nadwozie stało się przestronniejsze.

### Koniec produkcji
Trwająca z drobnymi przerwami od 1972 roku produkcja Pontiaka Grand Am została zakończona 10 maja 2005 roku, po czym producent zdecydował się trwale zrezygnować ze stosowania tej nazwy. Następcą został model o zupełnie nowej nazwie zgodnej z przyjętą wówczas nomenklaturą firmy – G6.

### Silniki
- L4 2.2l L61
- L4 2.4l LD9
- V6 3.4l LA1